# Anthessius kimjensis
Anthessius kimjensis is een eenoogkreeftjessoort uit de familie van de Anthessiidae. De wetenschappelijke naam van de soort is voor het eerst geldig gepubliceerd in 1993 door Suh.